# El Rosario
El Rosario, Tenerife település Spanyolországban, Santa Cruz de Tenerife tartományban. El Rosario San Cristóbal de La Laguna, Tacoronte, El Sauzal, Candelaria és Santa Cruz de Tenerife községekkel határos. Lakosainak száma 17 983 fő (2024).

## Népesség
A település népessége az elmúlt években az alábbi módon változott:
| Lakosok száma | 13 264 | 15 542 | 16 721 | 17 182 | 17 330 | 17 329 | 17 312 | 17 370 | 17 750 | 17 983 |
|               | 2001   | 2004   | 2007   | 2009   | 2012   | 2014   | 2017   | 2019   | 2022   | 2024   |